# ديف وارن
ديف وارن (بالإنجليزية: Dave Warren)‏ (28 فبراير 1981 بكورك في جمهورية أيرلندا - ) هو لاعب كرة قدم أيرلندي في مركز الهجوم. لعب مع نادي ريكسهام ونادي كورك سيتي وووترفورد يونايتد وكوبه رامبلرز ‏.

## وصلات خارجية
- ديف ارين على موقع قاعدة بيانات كرة القدم.إي يو (الإنجليزية)
- ديف ارين على موقع Soccerbase.com (لاعب) (الإنجليزية)